# Râul Bistrișoara
Râul Bistrișoara este un curs de apă, afluent al râului Arieș, în județul Alba. 

## Hărți
- Harta Munții Apuseni
- Harta Județul Alba